# Матолитотяха
Матолитотяха (устар. Матоли-То-Тяха) — река в России, протекает по Сургутскому району Ханты-Мансийского АО. Устье реки находится в 177 км по левому берегу реки Ватьёган. Длина реки составляет 25 км.

## Данные водного реестра
По данным государственного водного реестра России относится к Верхнеобскому бассейновому округу, водохозяйственный участок реки — Обь от впадения реки Вах до города Нефтеюганск, речной подбассейн реки — Обь ниже Ваха до впадения Иртыша. Речной бассейн реки — (Верхняя) Обь до впадения Иртыша.